# Eket
Eket – jest drugim co do wielkości miastem w stanie Akwa Ibom, w Nigerii. Według danych szacunkowych na rok 2009, miejscowość liczy 79 578 mieszkańców.